# Ramon Belart i Miquel
Ramon Belart i Miquel (Montblanc, Conca de Barberà, 1772-1840) fou un escultor català.
Ingressà a l'Escola de la Llotja de Barcelona a inicis del segle xix. Acabà els estudis l'any 1806 «amb mèrit», raó per la qual la Junta de Comerç el pensionà a la Reial Acadèmia de Belles Arts de San Fernando per ampliar estudis durant trenta mesos. Això no obstant, hi romangué quatre anys més i, l'any 1808, guanyà el «primer premio de primera clase» d'escultura en el concurs general de l'Academia.
L'any 1810, a causa de la Guerra del Francès, com molts altres artistes, Belart fugí a Mallorca que no havia estat ocupada pels francesos. S'ha dit (Martinell) que allí juntament amb el seu mestre i amic Josep Antoni Folch i Costa construïren el mausoleu del Marquès de la Romana que actualment allotja una capella de la catedral de Palma, tanmateix, recents investigacions opinen que la intervenció de Belart s'hauria limitat al geni funerari, al lleó i al globus terraqüi que decoren la base del monument.
El 1814, arran de la mort del seu pare, Belart es veié obligat a retornar a la seva vila nadiua de Montblanc per ocupar-se del patrimoni familiar. Allí Belart va seguir treballant principalment en imatgeria religiosa per als pobles de la Conca de Barberà i comarques veïnes. Per a Montblanc realitzà el retaule major i una flagel·lació de Crist per al convent de la Serra, un santcrist per al cor de l'arxiprestal, un sant Ramon i una marededeu dels Dolors per al convent de la Mercè...; per a altres llocs de la rodalia, executà un santcrist per a Alió, un sant Jordi per a l'ermita del Roser de Reus...
Explica Antoni Palau i Dulcet que el 1818 va rebre de la Real Academia de San Fernando l'encàrrec de realitzar un relleu que representés «San Pedro curando a un paralítico», l'obra definitiva que no sembla que hagués executat mai (probablement aquesta notícia calgui relacionar-la amb una altra que ofereix Anna Riera, segons la qual aquell any Belart havia demanat a l'Academia de San Fernando el nomenament d'acadèmic de mèrit, reconeixement que enlloc no consta que hagués obtingut).
No s'ha conservat cap obra de Ramon Belart, tot i que hi ha diverses atribucions. Només el seu currículum i algunes fotografies (el sant Jordi de Reus, i el santcrist del Cor de Santa Maria de Montblanc, i el retaule major de la Serra de la mateixa població) permeten pensar que fou un bon professional. Cèsar Martinell, li dedicà uns comentaris interessants: Belart fou un escultor respectuós amb les normes acadèmiques de l'època, però, tanmateix, com a artista de talent que era, en executar les seves imatges mirava més el natural que l'art antic. «Se'ns ocorre pensar que si Belart hagués nascut en una època de menys ordenancisme artístic, en algunes de les seves obres hauria anat més lluny. Tal vegada el conjunt de la seva producció hauria resultat llavors més desigual. Però en aquelles imatges en què l'esperit religiós glateix per alliberar-se de la forma, si aquesta no hagués estat tan rigorosament imposada pels tractadistes, la visió i el sentiment de l'artista, que no havia de lluitar amb dificultats tècniques, amb el mateix talent hauria assolit un més esplendorós esclat de sa inspiració.»
Malauradament totes les seves obres de Montblanc foren destruïdes a l'inici de la Guerra Civil espanyola, l'any 1936.

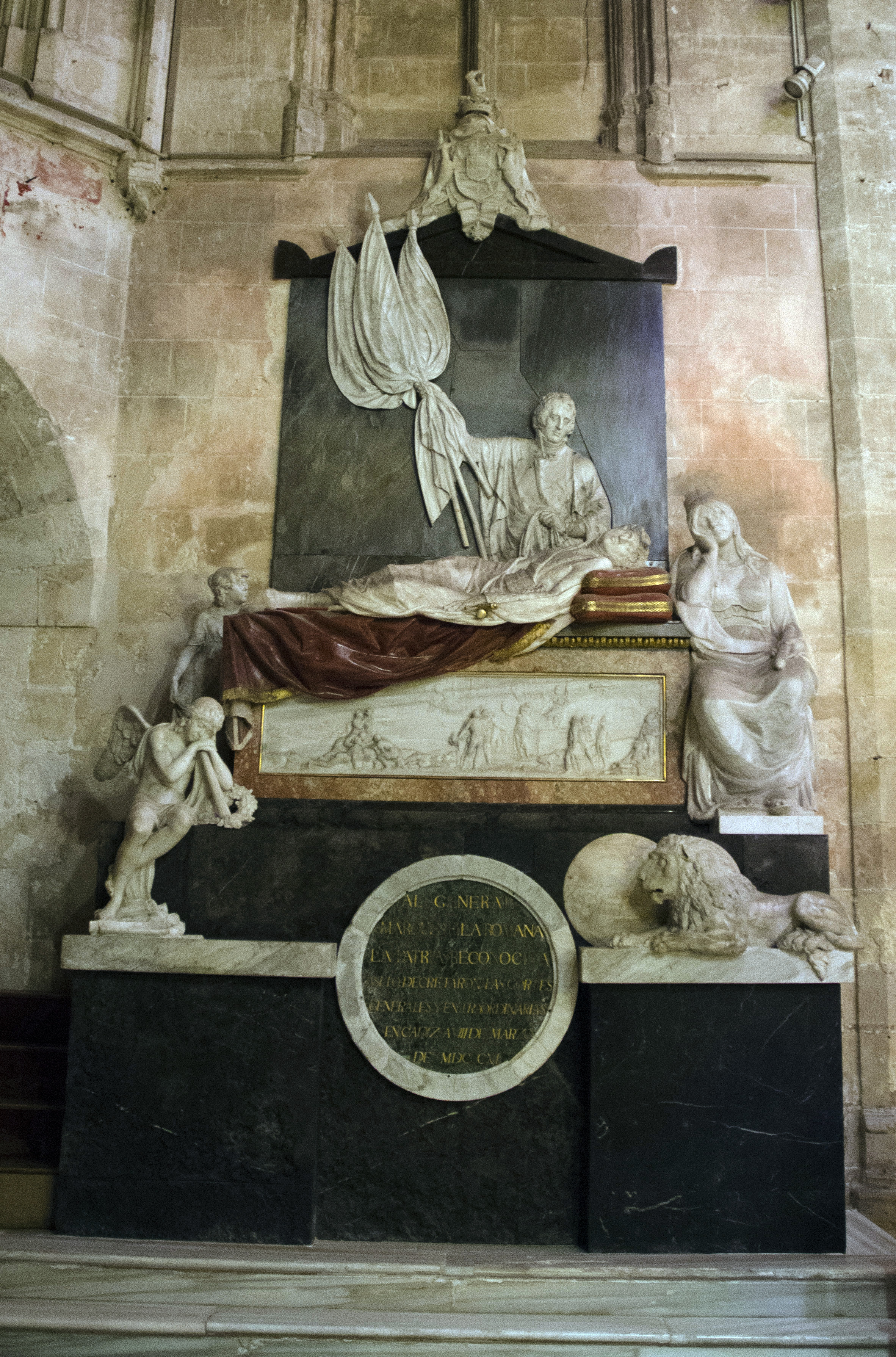
Catedral de Palma. Mausoleu del Marquès de la Romana, obra de Josep A. Folch i Costa amb col·laboració de Ramon Belart.